# Ihlowerhörn
 (février 2022).
Ihlowerhörn est un quartier de la commune allemande d'Ihlow, appartenant à l'arrondissement d'Aurich, dans le Land de Basse-Saxe.

## Géographie
Le quartier est divisé en les villages de Westersander, Hüllenerfehn, Ihlowerhörn et Lübbertsfehn, à partir desquels la municipalité d'Ihlowerhörn est formée en 1939.

## Histoire
Les premières preuves de présence humaine dans la zone du quartier actuel sont des découvertes datant de l'âge de pierre. On suppose que Westersander, situé sur le geest, est fondé par des colons de Schirum au début du Moyen Âge avant l'an 1000.
Le peuplement des autres villages commence en 1637 à l'initiative des marchands d'Emden, coupés des livraisons de tourbe des Pays-Bas à cause de la guerre de Trente Ans. Cette année-là, Lübbert Cornelius achète une zone appelée à l'origine Ostersander Vehn, mais plus tard nommée Lübbertsfehn en l'honneur de son fondateur. Les premiers colons installent la paroisse à Weene.
Deux ans plus tard, à l'initiative de Rudolf Pott, également originaire d'Emden, l'installation de Hüllenerfehn débute. L'endroit s'appelle initialement Westersander Vehn, plus tard Pottsfehn et finalement renommé Hüllenerfehn en raison de l'environnement légèrement vallonné.
Le raz-de-marée de Noël en 1717 frappe durement les villages. Rien qu'à Hüllenerfehn, sept personnes se sont noyées et le bétail subit de lourdes pertes. En 1911, les villes sont reliées au réseau routier, ce qui signifie le déclin de la navigation fluviale qui prévalait auparavant.
Le 1er juillet 1972, Ihlowerhörn est incorporée à la ville d'Ihlow.

## Source, notes et références
- (de) Cet article est partiellement ou en totalité issu de l’article de Wikipédia en allemand intitulé « Ihlowerhörn » (voir la liste des auteurs).

1. ↑  (de) « Ihlowerhörn », sur Ihlow, 2022 (consulté le 4 février 2022)
2. ↑  (de) Statistisches Bundesamt, Historisches Gemeindeverzeichnis für die Bundesrepublik Deutschland. Namens-, Grenz- und Schlüsselnummernänderungen bei Gemeinden, Kreisen und Regierungsbezirken vom 27.5.1970 bis 31.12.1982, 1983 (ISBN 3-17-003263-1)